# 1. Fußballclub Union Berlin 2024-2025
Questa voce raccoglie le informazioni riguardanti l'1. Fußballclub Union Berlin nelle competizioni ufficiali della stagione 2024-2025.

## Maglie e sponsor
| Casa |  | Trasferta |  | Terza divisa |

## Rosa
Aggiornata all'8 settembre 2024 
 In corsivo i calciatori ceduti durante la stagione 
| N. |                          | Ruolo | Calciatore          |
| -- | ------------------------ | ----- | ------------------- |
| 1  | Danimarca (bandiera)     | P     | Frederik Rønnow     |
| 2  | Germania (bandiera)      | D     | Kevin Vogt          |
| 3  | Germania (bandiera)      | D     | Paul Jaeckel        |
| 4  | Portogallo (bandiera)    | D     | Diogo Leite         |
| 5  | Paesi Bassi (bandiera)   | D     | Danilho Doekhi      |
| 6  | Germania (bandiera)      | C     | Robin Gosens        |
| 7  | Belgio (bandiera)        | A     | Yorbe Vertessen     |
| 8  | Germania (bandiera)      | C     | Rani Khedira        |
| 9  | Croazia (bandiera)       | A     | Ivan Prtajin        |
| 10 | Germania (bandiera)      | A     | Kevin Volland       |
| 11 | Corea del Sud (bandiera) | A     | Jeong Woo-yeong     |
| 13 | Ungheria (bandiera)      | C     | András Schäfer      |
| 14 | Austria (bandiera)       | D     | Leopold Querfeld    |
| 15 | Germania (bandiera)      | D     | Tom Rothe           |
| 16 | Germania (bandiera)      | A     | Benedict Hollerbach |
| 17 | Stati Uniti (bandiera)   | A     | Jordan Siebatcheu   |

| N. |                       | Ruolo | Calciatore                     |
| -- | --------------------- | ----- | ------------------------------ |
| 18 | Croazia (bandiera)    | D     | Josip Juranović                |
| 19 | Germania (bandiera)   | C     | Janik Haberer                  |
| 20 | Slovacchia (bandiera) | C     | László Bénes                   |
| 21 | Germania (bandiera)   | A     | Tim Skarke                     |
| 23 | Serbia (bandiera)     | A     | Andrej Ilić                    |
| 24 | Danimarca (bandiera)  | C     | Robert Skov                    |
| 25 | Germania (bandiera)   | P     | Carl Klaus                     |
| 26 | Francia (bandiera)    | C     | Jérôme Roussillon              |
| 27 | Croazia (bandiera)    | A     | Marin Ljubičić                 |
| 28 | Austria (bandiera)    | A     | Christopher Trimmel (capitano) |
| 29 | Francia (bandiera)    | C     | Lucas Tousart                  |
| 36 | Germania (bandiera)   | C     | Aljoscha Kemlein               |
| 37 | Germania (bandiera)   | P     | Alexander Schwolow             |
| 39 | Germania (bandiera)   | P     | Yannic Stein                   |
| 41 | Germania (bandiera)   | D     | Oluwaseun Ogbemudia            |
| 45 | Germania (bandiera)   | A     | David Preu                     |

## Calciomercato

### Sessione estiva
| Acquisti         | Acquisti          | Acquisti            | Acquisti                 |
| R.               | Nome              | da                  | Modalità                 |
| ---------------- | ----------------- | ------------------- | ------------------------ |
| D                | Tom Rothe         | Borussia Dortmund   | definitivo (5 milioni €) |
| C                | László Bénes      | Amburgo             | definitivo (3 milioni €) |
| D                | Leopold Querfeld  | Rapid Vienna        | definitivo (3 milioni €) |
| A                | Ivan Prtajin      | Wehen               | definitivo (1 milione €) |
| C                | Jeong Woo-yeong   | Stoccarda           | prestito (700 mila €)    |
| A                | Livan Burcu       | Sandhausen          | definitivo (300 mila €)  |
| P                | Carl Klaus        | Norimberga          | gratuito                 |
| C                | Alex Král         | Spartak Mosca       | gratuito                 |
| A                | Andrej Ilić       | Lilla               | prestito                 |
| C                | Robert Skov       |                     | svincolato               |
| Altre operazioni |                   |                     |                          |
| R.               | Nome              | da                  | Modalità                 |
| A                | Jamie Leweling    | Stoccarda           | fine prestito            |
| A                | Jordan Siebatcheu | Borussia M'gladbach | fine prestito            |
| C                | Morten Thorsby    | Genoa               | fine prestito            |
| C                | Tim Skarke        | Darmstadt           | fine prestito            |
| C                | Aljoscha Kemlein  | St. Pauli           | fine prestito            |
| D                | Tymoteusz Puchacz | Kaiserslautern      | fine prestito            |
| P                | Lennart Grill     | Osnabrück           | fine prestito            |
| P                | Keita Endō        | FC Tokyo            | fine prestito            |
| P                | Yannick Stein     | Lubecca             | fine prestito            |
| A                | David Preu        | Aalen               | fine prestito            |

| Cessioni         | Cessioni          | Cessioni               | Cessioni                    |
| R.               | Nome              | da                     | Modalità                    |
| ---------------- | ----------------- | ---------------------- | --------------------------- |
| A                | Jamie Leweling    | Stoccarda              | definitivo (5 milioni €)    |
| C                | Aïssa Laïdouni    | Al-Wakrah              | definitivo (4,5 milioni €)  |
| C                | Morten Thorsby    | Genoa                  | definitivo (4 milioni €)    |
| A                | Mikkel Kaufmann   | Heidenheim             | definitivo (1,25 milioni €) |
| C                | Robin Gosens      | Fiorentina             | prestito (500 mila €)       |
| P                | Keita Endō        | FC Tokyo               | gratuito                    |
| P                | Jakob Busk        | SønderjyskE            | gratuito                    |
| D                | Tymoteusz Puchacz | Holstein Kiel          | n.d.                        |
| C                | Alex Král         | Espanyol               | prestito                    |
| A                | Chris Bedia       | Hull City              | prestito                    |
| P                | Lennart Grill     | Eintracht Braunschweig | prestito                    |
| Altre operazioni |                   |                        |                             |
| R.               | Nome              | da                     | Modalità                    |
| A                | Livan Burcu       | Magdeburgo             | prestito                    |
| C                | Brenden Aaronson  | Leeds Utd              | fine prestito               |
| C                | Alex Král         | Spartak Mosca          | fine prestito               |

### Sessione invernale
| Acquisti         | Acquisti       | Acquisti | Acquisti                   |
| R.               | Nome           | da       | Modalità                   |
| ---------------- | -------------- | -------- | -------------------------- |
| A                | Marin Ljubičić | LASK     | definitivo (4,5 milioni €) |
| Altre operazioni |                |          |                            |
| R.               | Nome           | da       | Modalità                   |

| Cessioni         | Cessioni          | Cessioni    | Cessioni                   |
| R.               | Nome              | da          | Modalità                   |
| ---------------- | ----------------- | ----------- | -------------------------- |
| A                | Yorbe Vertessen   | Salisburgo  | definitivo (4 milioni €)   |
| A                | Jordan Siebatcheu | Stade Reims | definitivo (4,5 milioni €) |
| Altre operazioni |                   |             |                            |
| R.               | Nome              | da          | Modalità                   |

## Risultati

### Bundesliga

#### Girone di andata
| Arbitro: | Osmers (Hannover) |

|           |           |           |
| Amiri 53’ | Marcatori | 74’ Bénes |

| Arbitro: | Dankert (Rostock) |

|                |           |  |
| Hollerbach 34’ | Marcatori |  |

| Lipsia 14 settembre 2024, ore 15:30 CEST 3ª giornata | RB Lipsia         | 0 – 0 referto | Union Berlino | Red Bull Arena (47 800 spett.)\| Arbitro: \| Jablonski (Brema) \| |
| Arbitro:                                             | Jablonski (Brema) |               |               |                                                                   |

| Arbitro: | Jöllenbeck (Friburgo in Brisgovia) |

|                   |           |            |
| Rothe 4’ Jeong 6’ | Marcatori | 67’ Bülter |

| Arbitro: | Schlager (Hügelsheim) |

|                |           |  |
| Čvančara 90+6’ | Marcatori |  |

| Arbitro: | Reichel (Stoccarda) |

|                               |           |             |
| Vogt 26’ (rig.) Vertessen 45’ | Marcatori | 62’ Ryerson |

| Arbitro: | Gerach (Landau in der Pfalz) |

|  |           |                       |
|  | Marcatori | 18’ Kemlein 89’ Rothe |

| Arbitro: | Osmers (Hannover) |

|                |           |           |
| Hollerbach 66’ | Marcatori | 14’ Götze |

| Arbitro: | Jöllenbeck (Friburgo in Brisgovia) |

|                                |           |  |
| Kane 15’ (rig.), 51’ Coman 43’ | Marcatori |  |

| Berlino 8 novembre 2024, ore 20:30 CET 10ª giornata | Union Berlino       | 0 – 0 referto | Friburgo | Stadion An der Alten Försterei\| Arbitro: \| Reichel (Stoccarda) \| |
| Arbitro:                                            | Reichel (Stoccarda) |               |          |                                                                     |

| Arbitro: | Stieler (Amburgo]) |

|          |           |  |
| Baku 71’ | Marcatori |  |

| Arbitro: | Dingert (Lebecksmühle) |

|           |           |                        |
| Jeong 29’ | Marcatori | 2’ Frimpong 71’ Schick |

| Arbitro: | Welz (Wiesbaden) |

|                                |           |                     |
| Woltemade 51’, 59’ Karazor 69’ | Marcatori | 37’ Doekhi 48’ Skov |

| Arbitro: | Petersen (Stoccarda) |

|                |           |             |
| Hollerbach 33’ | Marcatori | 23’ Sissoko |

| Arbitro: | Exner |

|                                     |           |             |
| Grüll 13’, 17’ Weiser 45’ Stage 87’ | Marcatori | 23’ Schäfer |

| Arbitro: | Hartmann (Wangen im Allgäu) |

|                      |           |  |
| Krätzig 17’ Beck 83’ | Marcatori |  |

| Arbitro: | Willenborg (Osnabrück) |

|  |           |                        |
|  | Marcatori | 9’, 30’ Claude-Maurice |

#### Girone di ritorno
| Arbitro: | Exner |

|                               |           |                 |
| Hollerbach 1’ Skov 24’ (rig.) | Marcatori | 5’ (rig.) Amiri |

| Arbitro: | Storks |

|                                  |           |  |
| Guilavogui 31’, 51’ Sinani 90+3’ | Marcatori |  |

| Berlino 1º febbraio 2025, ore 18:30 CET 20ª giornata | Union Berlino         | 0 – 0 referto | RB Lipsia | Stadion An der Alten Försterei\| Arbitro: \| Schlager (Hügelsheim) \| |
| Arbitro:                                             | Schlager (Hügelsheim) |               |           |                                                                       |

| Arbitro: | Stieler (Amburgo) |

|  |           |                                           |
|  | Marcatori | 24’, 87’ Hollerbach 61’ Ljubičić 73’ Ilić |

| Arbitro: | Jablonski (Brema) |

|                 |           |                             |
| Ilić 63’ (rig.) | Marcatori | 10’ Ullrich 26’ Kleindienst |

| Arbitro: | Dankert (Rostock) |

|                                                        |           |  |
| Leite 25’ (aut.) Guirassy 40’, 75’, 80’, 83’ Beier 89’ | Marcatori |  |

| Arbitro: | Reichel (Stoccarda) |

|  |           |             |
|  | Marcatori | 43’ Gigović |

| Arbitro: | Willenborg |

|               |           |                        |
| Batshuayi 13’ | Marcatori | 62’ Querfeld 78’ Jeong |

| Arbitro: | Exner |

|                |           |          |
| Hollerbach 83’ | Marcatori | 75’ Sané |

| Arbitro: | Storks |

|           |           |                      |
| Höler 29’ | Marcatori | 30’ Khedira 48’ Ilić |

| Arbitro: | Osmers (Hannover) |

|                |           |  |
| Hollerbach 63’ | Marcatori |  |

| Leverkusen 12 aprile 2025, ore 15:30 CEST 29ª giornata | Bayer Leverkusen  | 0 – 0 referto | Union Berlino | BayArena (30 000 spett.)\| Arbitro: \| Dankert (Rostock) \| |
| Arbitro:                                               | Dankert (Rostock) |               |               |                                                             |

| Arbitro: | Stieler (Hannover) |

|                                       |           |                                               |
| Ilić 5’, 45+6’ Leite 19’ Querfeld 38’ | Marcatori | 23’ Undav 29’ Millot 43’ Chabot 45+1’ Führich |

| Arbitro: | Aytekin |

|          |           |                |
| Bero 68’ | Marcatori | 17’ Hollerbach |

| Arbitro: | Storks |

|                     |           |               |
| Rothe 37’ Bénes 84’ | Marcatori | 2’, 15’ Stage |

| Arbitro: | Badstübner (Norimberga) |

|  |           |                             |
|  | Marcatori | 12’, 73’ Beck 56’ Schöppner |

| Arbitro: | Brych (Monaco di Baviera) |

|           |           |                 |
| Tietz 41’ | Marcatori | 69’, 90+4’ Ilić |

### DFB-Pokal
| Arbitro: | Benen (Nordhorn) |

|  |           |               |
|  | Marcatori | 67’ Vertessen |

| Arbitro: | Haslberger (St. Wolfgang ) |

|                     |           |  |
| Worl 12’ Becker 71’ | Marcatori |  |

## Statistiche finali

### Statistiche di squadra
| Competizione      | Punti | In casa | In casa | In casa | In casa | In casa | In casa | In trasferta | In trasferta | In trasferta | In trasferta | In trasferta | In trasferta | Totale | Totale | Totale | Totale | Totale | Totale | DR  |
| Competizione      | Punti | G       | V       | N       | P       | Gf      | Gs      | G            | V            | N            | P            | Gf           | Gs           | G      | V      | N      | P      | Gf     | Gs     | DR  |
| ----------------- | ----- | ------- | ------- | ------- | ------- | ------- | ------- | ------------ | ------------ | ------------ | ------------ | ------------ | ------------ | ------ | ------ | ------ | ------ | ------ | ------ | --- |
| Bundesliga        | 40    | 17      | 5       | 7       | 5       | 18      | 23      | 17           | 5            | 4            | 8            | 17           | 28           | 34     | 10     | 11     | 13     | 35     | 51     | -16 |
| Coppa di Germania | -     |         |         |         |         |         |         | 2            | 1            | 0            | 1            | 1            | 2            | 2      | 1      | 0      | 1      | 1      | 2      | -1  |
| Totale            | -     | 17      | 5       | 7       | 5       | 18      | 23      | 19           | 6            | 4            | 9            | 18           | 30           | 36     | 11     | 11     | 14     | 36     | 53     | -17 |

### Andamento in campionato
| Giornata  | 1  | 2 | 3 | 4 | 5 | 6 | 7 | 8 | 9 | 10 | 11 | 12 | 13 | 14 | 15 | 16 | 17 | 18 | 19 | 20 | 21 | 22 | 23 | 24 | 25 | 26 | 27 | 28 | 29 | 30 | 31 | 32 | 33 | 34 |
| --------- | -- | - | - | - | - | - | - | - | - | -- | -- | -- | -- | -- | -- | -- | -- | -- | -- | -- | -- | -- | -- | -- | -- | -- | -- | -- | -- | -- | -- | -- | -- | -- |
| Luogo     | T  | C | T | C | T | C | T | C | T | C  | T  | C  | T  | C  | T  | T  | C  | C  | T  | C  | T  | C  | T  | C  | T  | C  | T  | C  | T  | C  | T  | C  | C  | T  |
| Risultato | N  | V | N | V | P | V | V | N | P | N  | P  | P  | P  | N  | P  | P  | P  | V  | P  | N  | V  | P  | P  | P  | V  | N  | V  | V  | N  | N  | N  | N  | P  | V  |
| Posizione | 11 | 5 | 9 | 6 | 9 | 6 | 5 | 4 | 7 | 6  | 10 | 11 | 12 | 12 | 12 | 12 | 13 | 13 | 14 | 14 | 13 | 13 | 13 | 14 | 14 | 13 | 13 | 13 | 13 | 13 | 13 | 13 | 13 | 13 |

Fonte:  Bundesliga - Tabelle, su bundesliga.com.
Legenda:

Luogo: C = Casa; T = Trasferta. Risultato: V = Vittoria; N = Pareggio; P = Sconfitta.

### Statistiche dei giocatori
| Giocatore     | Bundesliga | Bundesliga | Bundesliga  | Bundesliga | Coppa di Germania | Coppa di Germania | Coppa di Germania | Coppa di Germania | Totale   | Totale | Totale      | Totale     |
| Giocatore     | Presenze   | Reti       | Ammonizioni | Espulsioni | Presenze          | Reti              | Ammonizioni       | Espulsioni        | Presenze | Reti   | Ammonizioni | Espulsioni |
| ------------- | ---------- | ---------- | ----------- | ---------- | ----------------- | ----------------- | ----------------- | ----------------- | -------- | ------ | ----------- | ---------- |
| L. Bénes      | 23         | 2          | 4           | 0          | 2                 | 0                 | 0                 | 0                 | 25       | 2      | 4           | 0          |
| D. Doekhi     | 33         | 1          | 3           | 0          | 2                 | 0                 | 0                 | 0                 | 35       | 1      | 3           | 0          |
| R. Gosens     | 1          | 0          | 1           | 0          | 1                 | 0                 | 0                 | 0                 | 2        | 0      | 1           | 0          |
| J. Haberer    | 28         | 0          | 1           | 0          | 2                 | 0                 | 0                 | 0                 | 30       | 0      | 1           | 0          |
| B. Hollerbach | 33         | 9          | 2           | 0          | 2                 | 0                 | 1                 | 0                 | 35       | 9      | 3           | 0          |
| A. Ilić       | 16         | 7          | 0           | 0          | 0                 | 0                 | 0                 | 0                 | 16       | 7      | 0           | 0          |
| W-y. Jeong    | 23         | 3          | 2           | 0          | 0                 | 0                 | 0                 | 0                 | 23       | 3      | 2           | 0          |
| J. Juranović  | 15         | 0          | 2           | 0          | 0                 | 0                 | 0                 | 0                 | 15       | 0      | 2           | 0          |
| A. Kemlein    | 14         | 1          | 3           | 0          | 2                 | 0                 | 0                 | 0                 | 16       | 1      | 3           | 0          |
| R. Khedira    | 31         | 1          | 6           | 0          | 2                 | 0                 | 0                 | 0                 | 33       | 1      | 6           | 0          |
| R. Knoche     | 0          | 0          | 0           | 0          | 0                 | 0                 | 0                 | 0                 | 0        | 0      | 0           | 0          |
| D. Leite      | 29         | 1          | 3           | 0          | 1                 | 0                 | 0                 | 0                 | 30       | 1      | 3           | 0          |
| M. Ljubičić   | 13         | 1          | 1           | 0          | 0                 | 0                 | 0                 | 0                 | 13       | 1      | 1           | 0          |
| D. Preu       | 5          | 0          | 1           | 0          | 0                 | 0                 | 0                 | 0                 | 5        | 0      | 1           | 0          |
| I. Prtajin    | 4          | 0          | 0           | 0          | 0                 | 0                 | 0                 | 0                 | 4        | 0      | 0           | 0          |
| L. Querfeld   | 26         | 2          | 8           | 0          | 1                 | 0                 | 0                 | 0                 | 27       | 2      | 8           | 0          |
| F. Rønnow     | 28         | -37        | 2           | 0          | 2                 | -2                | 0                 | 0                 | 30       | -39    | 2           | 0          |
| T. Rothe      | 25         | 3          | 4           | 1          | 1                 | 0                 | 0                 | 0                 | 26       | 3      | 4           | 1          |
| J. Roussillon | 7          | 0          | 0           | 0          | 0                 | 0                 | 0                 | 0                 | 7        | 0      | 0           | 0          |
| A. Schäfer    | 25         | 0          | 3           | 0          | 2                 | 0                 | 0                 | 0                 | 27       | 0      | 3           | 0          |
| T. Skarke     | 32         | 0          | 1           | 0          | 2                 | 0                 | 0                 | 0                 | 34       | 0      | 1           | 0          |
| R. Skov       | 14         | 2          | 1           | 0          | 1                 | 0                 | 0                 | 0                 | 15       | 2      | 1           | 0          |
| J. Siebatcheu | 18         | 1          | 2           | 0          | 2                 | 0                 | 0                 | 0                 | 20       | 1      | 2           | 0          |
| A. Schwolow   | 5          | -9         | 0           | 0          | 0                 | -0                | 0                 | 0                 | 5        | -9     | 0           | 0          |
| L. Tousart    | 14         | 0          | 2           | 0          | 1                 | 0                 | 0                 | 0                 | 15       | 0      | 2           | 0          |
| C. Trimmel    | 25         | 0          | 4           | 0          | 1                 | 0                 | 0                 | 0                 | 26       | 0      | 4           | 0          |
| Y. Vertessen  | 16         | 1          | 2           | 0          | 2                 | 1                 | 1                 | 0                 | 18       | 2      | 3           | 0          |
| K. Vogt       | 18         | 1          | 5           | 0          | 2                 | 0                 | 0                 | 0                 | 20       | 1      | 5           | 0          |
| K. Volland    | 4          | 0          | 0           | 0          | 1                 | 0                 | 0                 | 0                 | 5        | 0      | 0           | 0          |